# 斯洛比德卡-馬利諾韋齊卡
48°30′52″N 26°36′30″E / 48.51444°N 26.60833°E
斯洛比德卡-馬利諾韋齊卡（烏克蘭語：Слобідка-Малиновецька），是烏克蘭的村落，位於該國西部赫梅利尼茨基州，由卡緬涅茨-波多利斯基區負責管轄，面積0.31平方公里，2001年人口48，人口密度每平方公里153.9人。